# أبونا ياكوب
أبونا ياكوب (ولد في عام 1924- وتوفي في عام 2003) هو البطريرك الثاني لكنيسة التوحيد الأرثوذكسية الإريترية.

## حياته وعمله
وُلِد أبونا ياكوب في 5 يوليو 1924، ورُسم في إريتريا، وأصبح رئيس أساقفة كنيسة التوحيد الأرثوذكسية الإثيوبية، وعمل لفترة وجيزة كمحاضر لكنيسة التوحيد الأرثوذكسية الإثيوبية بعد الإطاحة ببطريرك أثيوبيا أبونا مركوريوس في عام 1991.
بعد انفصال كنيسة التوحيد الأرثوذكسية الإريترية عن كنيسة التوحيد الأرثوذكسية الإثيوبية، انتقل إلى المجمع الكنسي الإريتري. خلف أبونا فيليبس، أول بطريرك للكنيسة، بعد الاعتراف باستقلال كنيسة التوحيد الأرثوذكسية الإريترية في عام 1994.
صار بطريرك كنيسة التوحيد الأرثوذكسية الإريترية في 4 ديسمبر 2002، وتوفي في 1 ديسمبر 2003. وخلفه أبونا أنطونيوس.

## بطاركة إريتريا
- أبونا فيليبس (البطريرك الأول - 1999- 2001)
- أبونا ياكوب (البطريرك الثاني - 2002 - 2003)
- أبونا أنطونيوس (البطريرك الثالث - 2004 - 2022)
- أبونا ديسقوروس (البطريرك الرابع - 2007 - 2015)
- أبونا كيرلس (البطريرك الخامس - 2021 الي الآن)